# Вислока
Висло́ка (пол. Wisłoka, Wysłoka, в верховье — Dębówka) — река в Польше, правый приток верхней Вислы, протекает по территории Малопольского и Подкарпатского воеводств на юго-востоке страны.
Длина реки составляет 164 км, площадь водосборного бассейна — 4,1 тысячи км². Многоводна, средний расход воды около устья с 1951 по 1990 года — 34,5 м³/с.
Начинается в Восточных Бескидах. Генеральным направлением течения реки является север. На Вислоке расположены города Мелец, Дембица, Ясло. Сливается с Вислой на высоте 153 м над уровнем моря в Гавлушовице.